# Széchy család (felsőlendvai)
A felsőlendvai nemes, valamint a rimaszécsi nemes és gróf Széchy család (rimaszécsi és felsőlindvai) az okmányokban Zech, Zechi, Zeechi változatokban fordul elő, s abból az ősrégi Balog nemzetségből származik, amely hajdan Gömör vármegyében Balog várát bírta. A család már a XIII. sz.-ban szerepelt; első törzse Ivánka vagy Ancha (Joanka de genere Balogh), aki IV. Béla idejében élt, s akinek unokái közül Péter, 1333. Nógrád vármegye főispánja, testvérével Dénessel megosztozkodott; magának tartván Vas vármegyében: Felső-Lindva várát és uradalmát, emennek hagyván Rima-Szécset, miáltal a család két vonalra oszlott.

## A felsőlindvai ág
Alapítójának, I. Péternek két fia volt: 
- Ivánka királyi főpohárnok (1374)
- II. Miklós, jeles vitéz, Szepes, Sáros és Nógrád vármegye főispánja, ki egy alkalommal elűzte Krakkó falai alul János cseh királyt, s megmentette Lengyelországot a csehek zaklatásaitól; követte I. Lajost a nápolyi hadjáratban, mit a király azzal jutalmazott, hogy megerősítette az ősi Balogh-vár birtoklásában, szörényi, majd 1355. Horvát-, Tót- és Dalmátország bánjává tette; a következő évben országbirája lőn, s 1370. követ volt Orbán pápa udvaránál Rómában s 1384-86. nádor. Hogy mikor halt meg, nincsen tudva.

II. Miklós feleségül vette Debreceni Dózsa nádor unokáját, Debreceni Pál (fl. 1322–1360) szabolcsi főispánnak a lányát, Debreceni Margitot; ő tőle négy fia született, kik Zsigmond királytól a szentgotthárdi apátság fölött kegyúri jogot nyertek:
- II. János (fl. 1383–1425), mester, nagybirtokos. Kétszer nősült: az első neje a stájerországi főnemesi származású Stubenberg Borbála, akinek a szülei Wülfing X. von Stubenberg (fl. 1374–1397), nagybirtokos és Dorotthea von Walsee (fl. 1374–1389) voltak. A menyasszonynak az apai nagyszülei Ulrich von Stubenberg (fl. 1363), valamint Diemut von Liechtenstein-Murau voltak. Az anyai nagyszülei Reinprecht I. von Walsee (†1361), Enns várnagya, nagybirtokos és Elisabeth von Starhemberg (†1368) voltak. Széchy János és Stubenberg Borbála frigyéből egyetlenegy gyermek született: Széchy Margit, akinek az első férje a Türje nemzetségbeli Szentgróti László, a második férje pedig beregszói Hagymássy László volt. Széchy János második hitvese Ellerbach Katalin, akitől született lánya Széchy Anna, asszonyfalvi Ostffy László (fl. 1419–1440), Sopron vármegye főispánjának a felesége. A két lánnyal ki is halt Széchy János ága.
- Ferenc vagy Frank, kinek leánya Orsolya, leánynegyedet kapott.
- II. Péter.
- lány. Férje: alsólendvai Bánffy II. János (fl. 1366-1396), aki 1366 és 1372 között Varasd megye ispánja, 1381 és 1385 között Szlavónia bánja, majd 1386 és 1387 között macsói bán volt,
- III. Miklós, 1409. királyi tárnokmester, Gara Miklós nádornak veje.

III. Miklós és Garai Ilona frigyéből a család tovább virágzott, hagyván négy fiút: III. Jánost, I. Tamást, III. Dénest és IV. Miklóst.
- III. János Komárom, majd Zala vármegye főispánja volt és részt vett Frigyes császár kikiáltásában Német-Újvárott. Meghalt 1459.
- I. Tamás szintén Komárom főispánja, majd Albert kincstárnoka.
- III. Dénes előbb nyitrai, majd egri püspök, 1440. pedig esztergomi érsek-prímás s a római szent egyház bíbornoka. Ez a Sz. Dénes koronázta meg Albert fiát, V. Lászlót I. Ulászló ellenére, majd emezt kényszerítésből, sőt magát Mátyás királyt, akivel ugyan nem élt békességben, mert Róma felé hajlott. Mátyásnak különben kancellárja is volt. Midőn 1449. az esztergomi bazilika restaurációját elhatározták, egyházi zsinatot tartott s ő a felszentelést 1453. már mint «primás», e cím alatt az országban az első, s a pápa született követe (legatus natus) teljesítette. A következő évben részt vett Rómában a II. Kalixtus pápa választásában, s majd mint hazafi csatára serkentette a magyarokat a török ellen. Mielőtt 1465 febr. 1. meghalt volna, 80,000 aranyforintot tett le az esztergomi bazilika alapjára, de amely összeget II. Lajos hadi szükségleteire fordította.
- IV. Miklós 1469. királyi főlovászmester volt, feleségül az alsólendvai Bánffy családból való alsólendvai Bánffy Borbálát bírta, aki testvéreinek javait örökölvén, roppant vagyonra tett szert. 1498. az országgyűlésen találjuk mint a bandériumot szervező nemesség előkelő tagját.

Utóbbi fiai voltak IV. János és II. Tamás, Vas vármegye főispánja, akikkel a család már hanyatlóban volt.
- II. Tamás ugyanis a mohácsi mezőn halt el, akinek fia külföldi száramzású nőt hozván a házhoz, 1535. utód nélkül halt el; leánya Margit pedig kétszer is ment férjhez, mind a kétszer idegen férfiúhoz, s így a család birtokai a XVI. sz. derekán a rimaszécsi ágra háramlottak.

## A rimaszécsi ág
Alapítója gyanánt I. Dénest kell tekintenünk; noha Bartholomaeides azt hiszi, hogy ez ág eredete régibb mint magáé a Balogh-nemzetségé.
- I. Dénes 1333 körül szörényi bán volt, majd királyi főasztalnokmester, ki csatákat vívott Bazarád havasalföldi vajdával, s akinek fiától Balázstól (1347-73) két unokája maradt: II. Dénes és III. Péter.
- III. Péter egyik fia III. János pap lett, a másik, Zsigmond, 1414. halt meg, a pálosok nagy jóltevője volt, leánya Erzsébet apácafejedelemnő s csak a másik, az idősebb Anglis ment férjhez Kalondai Györgyhöz.

A család ezek után I. László útján terjedt, aki V. Miklóstól, II. Ferenc (Frank) fiától született, megszerezte a családnak az enyickei várat, de az ősi Baloghvárat 1460. hűtlenségi perben elveszítette. Nőül birta Lorántffy Annát, kivel nyolc gyermeket nemzett, A nyolc fiu közül
- V. Jánosnak adományozta II. Lajos 1524. a kápolnai Orros András és Csenteházi Péter összes birtokait Gömörben, Borsodban.
- III. Ferenc mint Gömör vármegye követe vett részt 1505. a rákos országgyűlésen; Demeter atyja volt Sz. Annának.
- II. László kapta Derencsény várát I. Ferdinánd királytól
- VI. Miklós, aki magát «dobóczai»-nak nevezte, 1550 előtt elhalálozván, anélkül hogy az alsólindvai Bánffy család örökségébe tényleg beléphetett volna.

Utóbbi unokája (I. György fia) volt
- III. Tamás, aki családját grófi méltóságra emelte, aranysarkanytus vitéz, Gömör vármegye főispánja, királyi főudvarmester, majd egész Felső-Magyarország főkapitánya. Meghalt 1618 febr. 9. Ezen III. Tamásnak gyermekei voltak első nejétől Perényi Borbálától: II. György, megh. 1625. és Kata, Gyulaffy Lászlóné. Második feleségétől, Batthyány Katalintól: VII. Miklós, II. Mihály, IV. Tamás és II. István; végre harmadik nejétől, Forgách Margittól születtek: Margit, Dessewffy Lászlóné, IV. Dénes, Magda Erzsébet, Zrinyi Györgyné és Fruzsina, Zsibrik Istvánné.

Közülük
- II. György (III. Tamás fia) a család ősi birtokát tetemesen gyarapította. Egyike a család legélelmesebb tagjainak, akiben még csak látszata sem volt a törekvésnek valami eszményi után; amellett, hogy vakmerő, bátor, vitéz és kitartó volt mint katona, egyszersmind önző, sőt kapzsi és kegyetlen mint polgár. Miután előbb 1617. Lipcse várát szerezte, magához váltotta Murányt, báró, aranysarkantyús vitéz, királyi tanácsos, majd főkomornokmester lett. Megölték saját szolgái 1625. Nejétől Homonnai Drugeth Máriától kilenc gyermeket hagyott, kik közül négy fiú, egy leány fiatalon haltak el. A többiek közül
  - Máriát a «murányi Vénus»-t 1627-ben 17 éves korában iktári Bethlen István, azután rozsályi Kun István vette el, végre Wesselényi Ferenc nejévé lőn, s a magyar történelem egyik legnépszerűbb, legismertebb kalandjának hősnője volt, kinek viselt dolgairól közel három évszázad óta zend dalokat a múzsa.
  - Borbálát 1629. Thurzó Ádám gróf vette feleségül;
  - Katalin előbb Liszti János, utóbb Prépostváry Zsigmond neje lett;
  - Éva 1641. Illésházy Gáborhoz ment férjhez.
- IV. Dénes (a III. Tamás fia) Draskovich Sárát bírta nőül, tőle két leánya és három fia maradt, akik közül 
  - V. Péter Vas vármegye főispánja s Kőszeg várának örökös ura magaslott ki, de akiben a család 1684, fiágon kihalt.